# Frederico Rosa
Pour les articles homonymes, voir Rosa.
Frederico Rosa, de son nom complet Frederico Nobre Rosa, est un footballeur international portugais né le 6 avril 1957 à Castro Verde et mort le 17 février 2019 . Il évoluait au poste de défenseur central.

## Biographie

### En club
Frederico Rosa commence sa carrière au Grupo Desportivo Fabril, son club formateur. Il rejointe ensuite le FC Barreirense.
En 1979, il signe un contrat en faveur du Benfica Lisbonne. Avec ce club, il atteint la finale de la Coupe de l'UEFA en 1983, finale perdue face au club belge d'Anderlecht. Lors de la finale, il dispute le match aller, mais pas le match retour. Il remporte avec Benfica deux titres de champion du Portugal et deux Coupes du Portugal.
En 1983, il quitte Benfica et s'engage avec l'équipe de Boavista. Il reste huit saisons dans ce club, sans rien remporter. Il joue un total de 214 matchs en championnat avec Boavista, marquant 16 buts.
En 1991, il s'engage avec le Vitória Guimarães. Après une seule saison, il est transféré à l'Estrela da Amadora. Il termine sa carrière à Leixões.
Au total, Frederico Rosa dispute 354 matchs en première division portugaise, inscrivant 19 buts.

### En équipe nationale
Frederico Rosa est sélectionné 18 fois en équipe nationale, marquant un total de cinq buts.
Frederico Rosa reçoit sa première sélection en équipe du Portugal le 25 septembre 1985, lors d'un match face à la Tchécoslovaquie. Ce match compte pour les éliminatoires de la Coupe du monde 1986.
Son premier but en équipe nationale intervient le 5 février 1986, lors d'une rencontre amicale face au Luxembourg. Il inscrit son deuxième but le 20 décembre 1987, face à Malte. Ce match compte pour les éliminatoires de l'Euro 1988.
Il marque ses troisième et quatrième buts en réussissant un doublé face à l'équipe d'Angola en match amical. Son dernier but est marqué le 26 avril 1989, contre la Suisse, dans le cadre des éliminatoires de la Coupe du monde 1990.
Frederico Rosa participe à une phase finale de compétition internationale avec le Portugal : la Coupe du monde 1986 organisée au Mexique. Lors de cette compétition, il dispute trois matchs : un face à l'Angleterre, un autre face à la Pologne, et enfin un face au Maroc. Le Portugal ne passe pas le premier tour de la compétition.
Il reçoit sa dernière sélection en équipe nationale le 15 novembre 1989, lors d'une rencontre face à la Tchécoslovaquie comptant pour les éliminatoires de la Coupe du monde 1990. Curieusement, c'est contre cette même équipe qu'il avait débuté en sélection.

## Carrière
- 1975-1978 :  CUF Barreiro
- 1978-1979 :  FC Barreirense
- 1979-1983 :  Benfica Lisbonne
- 1983-1991 :  Boavista FC
- 1991-1992 :  Vitória Guimarães
- 1992-1994 :  Estrela da Amadora
- 1994-1995 :  Leixões SC

## Palmarès
- Finaliste de la Coupe de l'UEFA en 1983 avec le Benfica Lisbonne
- Champion du Portugal en 1981 et 1983 avec le Benfica Lisbonne
- Vainqueur de la Coupe du Portugal en 1981 et 1983 avec le Benfica Lisbonne